# Arnold Beichman
Arnold Beichman (17 de mayo de 1913, Ciudad de Nueva York - 17 de febrero de 2010, Pasadena, California) fue un autor, erudito y crítico del comunismo. En el momento de su muerte, era investigador en la Institución Hoover y columnista de The Washington Times. Pasó gran parte de su vida como cruzado  contra el comunismo.
Beichman nació en la ciudad de Nueva York Lower East Side, en Manhattan, en una familia de inmigrantes judíos de Ucrania. Recibió una licenciatura de la Universidad de Columbia en 1934, después de lo cual sucedió a su amigo, Arthur Lelyveld, como editor en jefe de Columbia Daily Spectator. Beichman Pasó muchos años en el periodismo, trabajando para el  New York Herald Tribune ,  PM, Newsweek y otros. Regresó a Columbia a los 50 años para recibir su  MA y su doctorado en ciencias políticas, en 1967 y 1973, respectivamente.
Dio su nombre a la "Ley de Beichman", que establece: "Con la única excepción de la Revolución estadounidense, las secuelas de todas las revoluciones de 1789 en adelante solo empeoraron la condición humana".
Su padre judío, Solomon Beichman, no estaba contento porque quería que Arnold fuera un rabino.
Beichman es el autor de un libro sobre Herman Wouk titulado Herman Wouk: el novelista como historiador social. Los trabajos adicionales incluyen El otro departamento de estado, Yuri Andropov: Nuevo desafío al oeste (coautor), Nueve mentiras sobre Estados Unidos, Mitos antiestadounidenses: estas causas y consecuencias, y Documental de la Guerra Fría de CNN: problemas y controversia.